# Viksäter (småort)
Viksäter var en av SCB avgränsad och namnsatt småort belägen strax norr om Södertälje i Salems socken i Södertälje kommun. Denna småort låg omedelbart väster om tätorten Viksäter. Strax norrut ligger småorten Viksberg Holmen.

## Småortens utbredning
År 1990 avgränsade SCB en småort benämnd Viksberg som omfattande den västra delen av nuvarande Viksäters tätort. Orten växte till nästa avgränsning (år 1995) ytterligare västerut, ända till Södertäljeviken, samma område omfattades år 2000. År 2005 bildades tätorten Viksberg och samtidigt minskades denna småorts yta till att enbart omfatta området längst västerut, då fick småorten benämningen Vik. År 2010 skedde inga större förändringar, tätorten Viksäter växte österut och denna småort Vik fick benämningen Viksäter. 2015 växte småorten samman med tätorten med samma namn.

## Befolkningsutveckling
| Befolkningsutvecklingen i Viksäter 1995–2010              | Befolkningsutvecklingen i Viksäter 1995–2010 | Befolkningsutvecklingen i Viksäter 1995–2010 | Befolkningsutvecklingen i Viksäter 1995–2010 | Befolkningsutvecklingen i Viksäter 1995–2010 |
| --------------------------------------------------------- | -------------------------------------------- | -------------------------------------------- | -------------------------------------------- | -------------------------------------------- |
|                                                           |                                              |                                              |                                              |                                              |
| År                                                        |                                              |                                              | Folkmängd                                    | Areal (ha)                                   |
| 1990                                                      | 1990                                         |                                              | 152                                          | 67#                                          |
| 1995                                                      | 1995                                         |                                              | 179                                          | 82#                                          |
| 2000                                                      | 2000                                         |                                              | 282                                          | 82#                                          |
| 2005                                                      | 2005                                         |                                              | 112                                          | 25#                                          |
| 2010                                                      | 2010                                         |                                              | 142                                          | 25#                                          |
| Anm.: Sammanvuxen med Viksäter tätort 2015. # Som småort. |                                              |                                              |                                              |                                              |